# Bucaniere

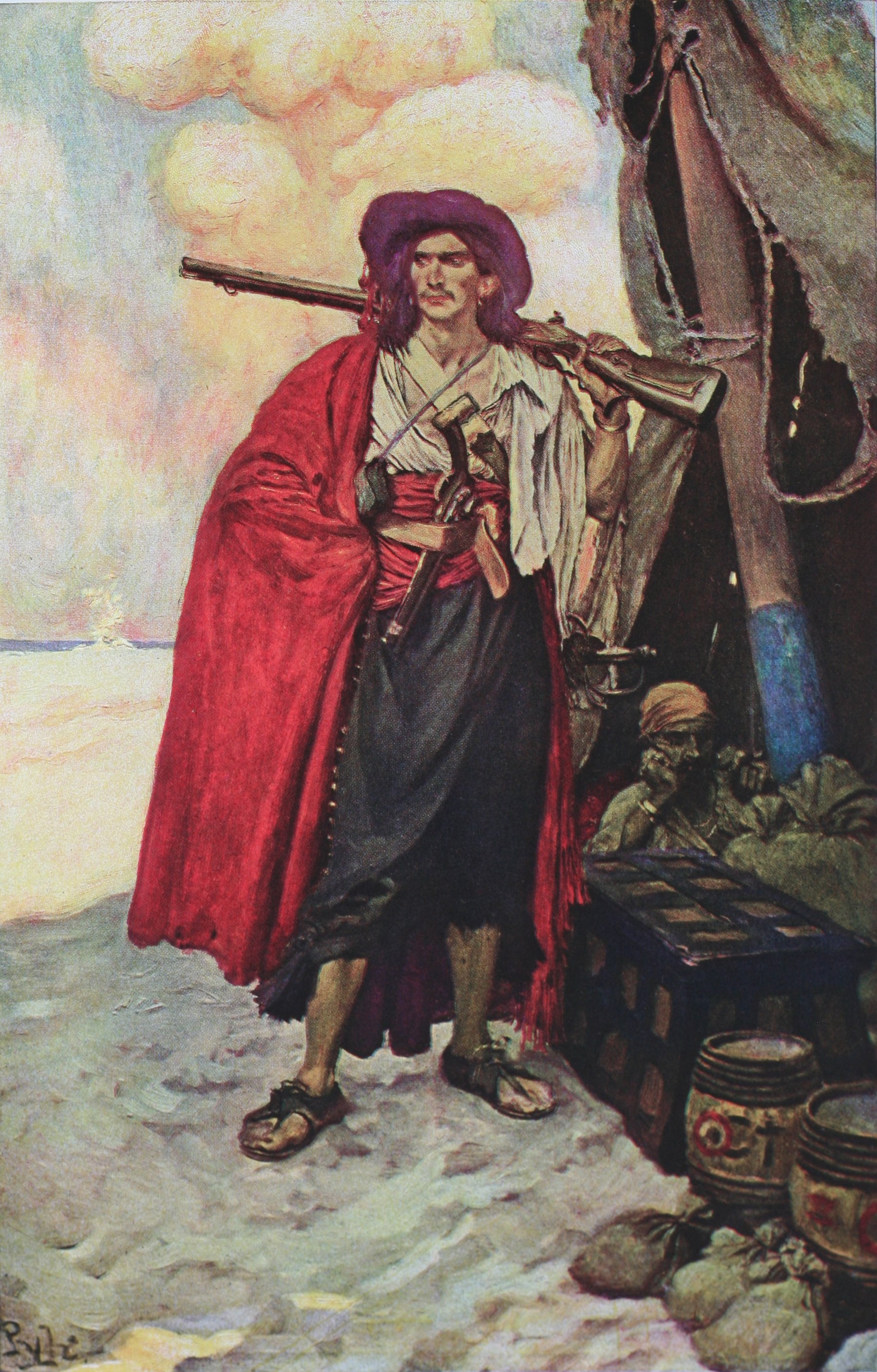
Un bucaniere rappresentato sotto il titolo Buccaneer of the Caribbean nel libro di Howard Pyle, Howard Pyle’s Book of Pirates.

La parola bucaniere, dal francese boucanier, inizia a essere documentata dal tardo XVII secolo, nell'area dei Caraibi: indicava i cacciatori di frodo che affumicavano la carne su una graticola di legno (detta dai francesi boucan, termine di radice tupi). Questo metodo, chiamato in spagnolo barbacoa e dal quale deriva il barbecue, sarebbe stato insegnato loro dagli Arawak, tribù di Santo Domingo.
Tuttavia gli abitanti delle isole utilizzarono ben presto questa parola per indicare i pirati dei Caraibi. I coloni inglesi che occuparono la Giamaica usarono questo termine per indicare pirati ribelli che navigavano nei porti e nei mari caraibici. Questo nome divenne poi d'uso universale con l'uscita, nel 1684, del libro di Alexandre Exquemelin The Buccaneers of America.

## Storia
Attorno al 1630, alcuni coloni francesi scacciati dall'isola di Saint Kitts si stabilirono prima sulla costa occidentale di Hispaniola e poi nella vicina Tortuga (oggi parte dello Stato di Haiti), spostandosi sull'isola probabilmente a causa della repressione che subivano da parte degli spagnoli. A Tortuga vissero in capanne cacciando e vendendo pelli ai mercanti olandesi. Questi coloni erano conosciuti come eccellenti tiratori. Secondo Alexandre Exquemelin il bucaniere Pierre le Grand aprì la strada agli attacchi contro i galeoni spagnoli che facevano il viaggio di ritorno in Spagna carichi d'oro e altre merci preziose. Questi attacchi venivano compiuti con piccole imbarcazioni, assalendo il nemico di notte prima che le sentinelle riuscissero a dare l'allarme; essendo ottimi tiratori erano inoltre capaci di uccidere il timoniere e gli ufficiali nemici prima di iniziare l'arrembaggio.
I bucanieri si aggiunsero ai corsari francesi, olandesi e inglesi che già predavano le navi spagnole in quella zona e formarono i "Fratelli della Costa". Il progressivo arrivo nella zona di sempre più avventurieri, pirati, filibustieri e corsari portò nel 1660 alla nascita di quella è definita "l'età dell'oro della pirateria nei Caraibi". Si stima che la loro forza nel 1663 fosse di 15 navi con più di mille uomini tra francesi, olandesi e inglesi, con base a Tortuga o a Port Royal, nella quale furono invitati ad attraccare per rifornirsi, vendere i loro bottini e spendere i loro soldi dai governatori stessi.
I bucanieri furono anche visti dall'Inghilterra come un sistema di guerra a basso costo per contrastare la Spagna, sua rivale, tagliandole il flusso di ricchezze che le giungevano dalle colonie. Per questo molti bucanieri furono legittimati a compiere razzie tramite lettere di corsa, come accadde quando nel 1667 il governatore della Giamaica Thomas Modyford ne concesse una al suo amico e celebre bucaniere Henry Morgan.
Tra le più grandi imprese compiute dai bucanieri si annoverano i saccheggi anche a importanti città costiere del vicereame della nuova Spagna come Campeche, Cartagena e Veracruz. Le città venivano attaccate da terra dove erano più vulnerabili, sopraffatte per la sorpresa e con rapidità da eserciti di anche un migliaio di uomini e saccheggiate.

## Caratteristiche
Sebbene ve ne fossero di molte nazionalità, i bucanieri erano per lo più provenienti da Inghilterra, Paesi Bassi e Francia settentrionale. All'inizio i bucanieri ebbero come basi Hispaniola e Tortuga. Nonostante sembrino essere stati un fenomeno locale, limitato alla zona caraibica, i bucanieri fecero e cambiarono la storia nel tardo XVII secolo: combatterono per gli inglesi, ebbero un forte impatto sulle rotte commerciali e vinsero numerose battaglie nel corso delle dispute territoriali verificatesi nei Caraibi. Sebbene il termine sia oggi usato come sinonimo di pirata, in realtà i bucanieri non depredavano solo in mare aperto, ma anche lungo le coste. Di fatto, quella dei bucanieri rappresenta la prima fase dello sviluppo della pirateria caraibica.

## Bucanieri celebri
Famosi bucanieri furono: i francesi François l'Olonnais, Alexandre Bras-de-Fer, François Grognier, Raveneau de Lussan, Pierre le Picard, Michel de Grammont e Montbars lo Sterminatore, il gallese Henry Morgan (che fu anche fatto cavaliere da re Carlo II d'Inghilterra), gli inglesi Robert Searle, Francis Townley, Charles Swan, Edward Davies, Joseph Bradley e Francis Witherborn, gli olandesi Edward Mansvelt, Roc Brasiliano, Yellows, Jan Reyning, Nicholas van Hoorn e Laurens de Graaf, poi Michel le Basque, Bartolomeu il Portoghese e due delle pochissime donne, Anne Dieu-le-veut e Jacquotte Delahaye.